# Veruska Ramírez
Veruzhka Tatiana Ramírez (sinh ngày 30 tháng 7 năm 1979) là một chủ nhân cuộc thi sắc đẹp Venezuela, là Hoa hậu Venezuela 1997 và là người chiến thắng giải Người mặc áo tắm đẹp nhất và là Á hậu 1 của Hoa hậu Hoàn vũ 1998.

## Hoa hậu Venezuela 1997
Năm 1997, đương kim Hoa hậu Venezuela Marena Bencomo đã đến thăm Táchira, nơi Ramírez tiếp cận cô để xin chữ ký. Bencomo đã khuyến khích cô đến Venezuela để cạnh tranh cho danh hiệu Hoa hậu Venezuela 1997, nơi Osmel Sousa bổ nhiệm cô làm Hoa hậu Táchira.
Trong cuộc thi Hoa hậu Venezuela 1997, Ramírez đã giành được vương miện và quyền đại diện cho đất nước của cô tại Hoa hậu Hoàn vũ 1998.

## Hoa hậu Hoàn vũ 1998
Ramírez là đại diện chính thức của Venezuela tham dự Hoa hậu Hoàn vũ 1998, được tổ chức tại Honolulu, Hawaii. Cô đã giành vị trí á quân đầu tiên cho Wendy Fitzwilliam ở Trinidad và Tobago.

## Bắt cóc
Ramírez bị bắt cóc trong 3 tiếng vào năm 2003.